# Ngudzeni
Ngudzeni ist ein Inkhundla (Verwaltungseinheit) im Norden der Region Shiselweni in Eswatini. Es ist 126 km² groß und hatte 2007 gemäß Volkszählung 8056 Einwohner.

## Geographie
Das Inkhundla liegt im Norden der Region Shiselweni an der MR 10, die durch das Inkhundla verläuft.
Im Norden des Inkhundla erhebt sich der Berg Ngude auf 962 m Höhe (⊙).

## Gliederung
Das Inkhundla gliedert sich in die Imiphakatsi (Häuptlingsbezirke) KaMbiko/Mkhaya, KaMhawu, KaMshengu, Kukhanyeni/Mpini, Lusitini, Ndushulweni, Nokwane und Phobane. 